# George MacDonald
George MacDonald, född 10 december 1824 i Huntly, Aberdeenshire, död 18 september 1905 i Ashtead, Surrey, var en brittisk (skotsk) författare, poet och präst. Även om han sannolikt inte längre är känd för gemene man, har hans verk (framförallt hans sagor och fantasyromaner) inspirerat åtskilliga kända författare efter honom, exempelvis J. R. R. Tolkien, W.H. Auden och Madeleine L'Engle. C. S. Lewis skrev att han såg MacDonald som sin ”läromästare”. Efter att en dag ha köpt ett exemplar av Phantastes på en järnvägsstation började han läsa; ”några timmar senare” sa Lewis, ”visste jag att jag hade korsat en betydelsefull gräns”. G.K. Chesterton refererar till Prinsessan och de underjordiska, (The Princess and the Goblin), som en bok som "hade betydelse för hela min existens". Till och med Mark Twain, som till en början föraktade MacDonald, blev en av hans vänner, och det finns tecken som tyder på att även Twain lät sig influeras av honom (se länkarna nedan för artiklar om ämnet).

## Biografi
Mannen som skulle väcka sådana känslor och uppväcka en sådan myckenhet av inspiration hos efterföljande kollegor föddes den 10 december 1824 i Huntly, Aberdeenshire, Skottland. Hans far var bonde och tillhörde klanen MacDonald från Glen Coe och var ättling i rakt nedstigande led till de familjer som mördades vid glencoemassakern 1692. Dialekten som talas i området, Doric, dyker ofta upp i dialogen i de av MacDonalds romaner som inte är att hänföra till fantasy.
MacDonald påverkades under sin uppväxt av kongregationalistkyrkan, vilken var den rådande i Huntley och vilken kan sägas var kalvinistisk. MacDonald kände sig dock aldrig helt hemma i den kalvinistiska läran. I några av hans senare romaner, exempelvis i Robert Falconer och i  Lillith, visar MacDonald sin avsky mot den kalvinistiska idé som säger att Guds kärlek är begränsad till att bara omfatta ett fåtal människor och förnekas alla andra. I synnerhet i sin Unspoken Sermons visar han prov på ett mycket högt utvecklat, eget teologiskt synsätt.
MacDonald tog en examen vid University of Aberdeen och for sedan till London, där han studerade vid Highbury College. År 1850 blev han utsedd till pastor för Trinity Congregational Church i Arundel, men hans predikningar om Guds allomfattande kärlek och hans tankar att ingen människa kan misslyckas med att försonas med Gud, föll inte i god jord, så hans lön halverades. Senare sysslade han med kyrkliga ärenden i Manchester. På grund av sviktande hälsa lämnade han emellertid den tjänsten. Efter en kortare vistelse i Algeriets huvudstad Alger slog han sig ned i London och undervisade på University of London. En kort tid var han även redaktör för Good Words for the Young. Under åren 1872-1873 bodde han i USA och rönte stor framgång med sina föreläsningar där.
Hans mest kända verk är Phantastes, Prinsessan och de underjordiska, Bortom nordanvinden och Lillith. Alla är vad som numera genrebenämns som fantasyromaner. Även sagoromanerna "The Light Princess", "The Golden Key" och "The Wise Woman" tillhör hans mest kända verk. ”Jag skriver inte för barn”, skrev MacDonald, ”utan för de barnsliga oavsett om de är fem, femtio eller sjuttiofem”. Han skrev även några predikoböcker, ett ämne som kommet från hans penna inte riktigt hade gått hem i predikstolarna förut.
MacDonald var en sorts mentor åt Lewis Carroll (pseudonym för matematikern Charles Dodgson). Det var på MacDonalds inrådan, och på grund av MacDonalds egna döttrars entusiastiska bemötande av Alice i Underlandet, som Carroll lät publicera boken. Carroll räknas för övrigt som en av den viktorianska erans finaste fotografer, vilket bland annat visar sig i hans porträtt av MacDonalds döttrar och av dennes son Greville.
MacDonald var även en mycket nära vän till konstkritikern, poeten och konstnären John Ruskin och fungerade som budbärare vid dennes sex år långa uppvaktning av Rose la Touche, med vilken Ruskin gifte sig då hon var sjutton år och han själv femtio. 

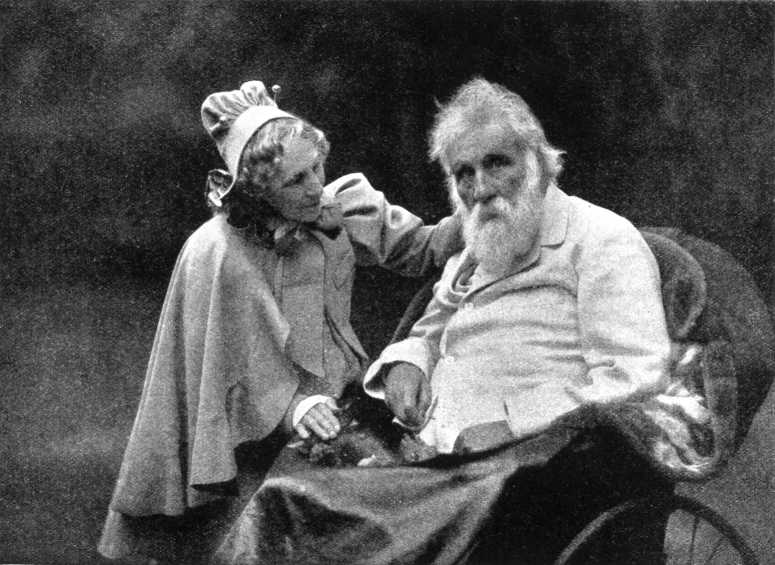
MacDonald och hustrun Louisa vid deras 50-åriga bröllopsdag 1901.

Så gott som alla framstående litterära personligheter under denna tid räknade umgänge med MacDonald. Ett bevarat gruppfoto visar honom tillsammans med Tennyson, Dickens, Wilkie Collins, Trollope, Ruskin, Lewes och Thackery. Medan han var i Amerika blev han även god vän med Longfellow och Walt Whitman.
År 1877 erhöll han statspension. Han dog den 18 september 1905 i Ashstead (Surrey), kremerades och begravdes i Bordighera.
MacDonalds utnyttjande av den fria och obegränsade fantasin i sina verk påverkade en hel generation namnkunniga författare som till exempel C. S. Lewis (vilken för övrigt använde honom som en rollfigur i sin Den stora skilsmässan), J. R. R. Tolkien och Madeleine L'Engle. Även hans andra romaner, exempelvis Alec Forbes utövade ett påtagligt inflytande på andra författare. Han var bland de första att skriva vardagsnära berättelser om förhållandena i Skottland. I denna genre bildade hans verk skola.
Sonen Greville Macdonald blev en erkänd specialistläkare och skrev även han åtskilliga romaner för barn. Greville såg även till att faderns böcker gavs ut i ständigt nya upplagor. Även ytterligare en son Ronald MacDonald, blev romanförfattare. Dennes son i sin tur, Philip MacDonald är välkänd som manusförfattare i Hollywood.

## I populärkulturen
- Rockgruppen The Waterboys album Room to Roam är döpt efter en passage i Phantastes och titellåten innehåller en dikt ur samma bok. I titellåten på gruppens album Universal Hall nämner de bland annat böckerna Lillith och Phantastes.
- The Light Princess citeras i låten Beauty and the Beast av gruppen Nightwish.
- Den samtida new-age-musikern Jeff Jonson skrev en sång som hette The Golden Key (Den gyllene nyckeln) som bygger på McDonalds berättelse med samma namn.

## Verk (urval)
- 1856 – Within and Without
- 1857 – Poems
- 1858 – Phantastes
- 1862 – David Elginbrod
- 1864 – Adela Cathcart
- 1864 – The Light Princess (I Adela Cathcart)
- 1865 – Alec Forbes of Howglen
- 1866 – Annals of a Quiet Neighbourhood
- 1867 – The Golden Key
- 1868 – Robert Falconer
- 1868 – The Seaboard Parish
- 1871 – Bortom nordanvinden (At the Back of the North Wind)
- 1871 – Ranald Bannerman's Boyhood
- 1872 – Prinsessan och de underjordiska (The Princess and the Goblin)
- 1872 – The Vicar's Daughter
- 1873 – The History of Gutta-Percha Willie, the Working Genius
- 1875 – Malcolm (roman)
- 1875 – Prinsessan som försvann (The Lost Princess)
- 1877 – The Marquis of Lossie
- 1879 – Sir Gibbie
- 1883 – Donal Grant
- 1883 – The Princess and Curdie
- 1889 – The Elect Lady
- 1895 – Lilith (roman)